# سوریتوزول
سوریتوزول (انگلیسی: Suritozole) یک داروی بهبوددهنده شناخت است که در مراحل پژوهشی خود به سر می‌برد. این ترکیب به عنوان آگونیست نسبی (آگونیست معکوس) بر روی جایگاه گیرنده بنزودیازپین‌ها در کمپلکس یونی گابا عمل می‌کند، اما دارای اثرات تشنج زایی یا اضطراب آفرینی نیست. این دارو برای درمان افسردگی و بیماری آلزایمر در دست بررسی بود، اما به نظر می‌رسد که تولید آن جهت کاربردهای بالینی متوقف شده است.